# Mejdi Chehata
Mejdi Chehata (* 19. April 1997) ist ein tunesischer Leichtathlet, der sich auf den Stabhochsprung spezialisiert hat.

## Sportliche Laufbahn
Erste internationale Erfahrungen sammelte Mejdi Chehata 2017 bei den Arabischen Meisterschaften in Radès, bei denen er mit übersprungenen 4,80 m die Bronzemedaille hinter dem Algerier Hichem Khalil Cherabi und seinem Landsmann Mohamed Amin Romdhana gewann. Im Jahr darauf sicherte er sich bei den Afrikameisterschaften in Asaba mit 5,10 m die Bronzemedaille hinter seinem Landsmann Romdhana und Valco van Wyk aus Südafrika. 2019 nahm er an den Afrikaspielen in Rabat teil und gewann dort mit einer Höhe von 4,70 m die Silbermedaille hinter dem Algerier Cherabi gewann.

## Persönliche Bestleistungen
- Stabhochsprung: 5,10 m, 16. Juni 2018 in Aubière
  - Stabhochsprung (Halle): 4,97 m, 22. Februar 2020 in Clermont-Ferrand